# Armoriale delle colonie portoghesi

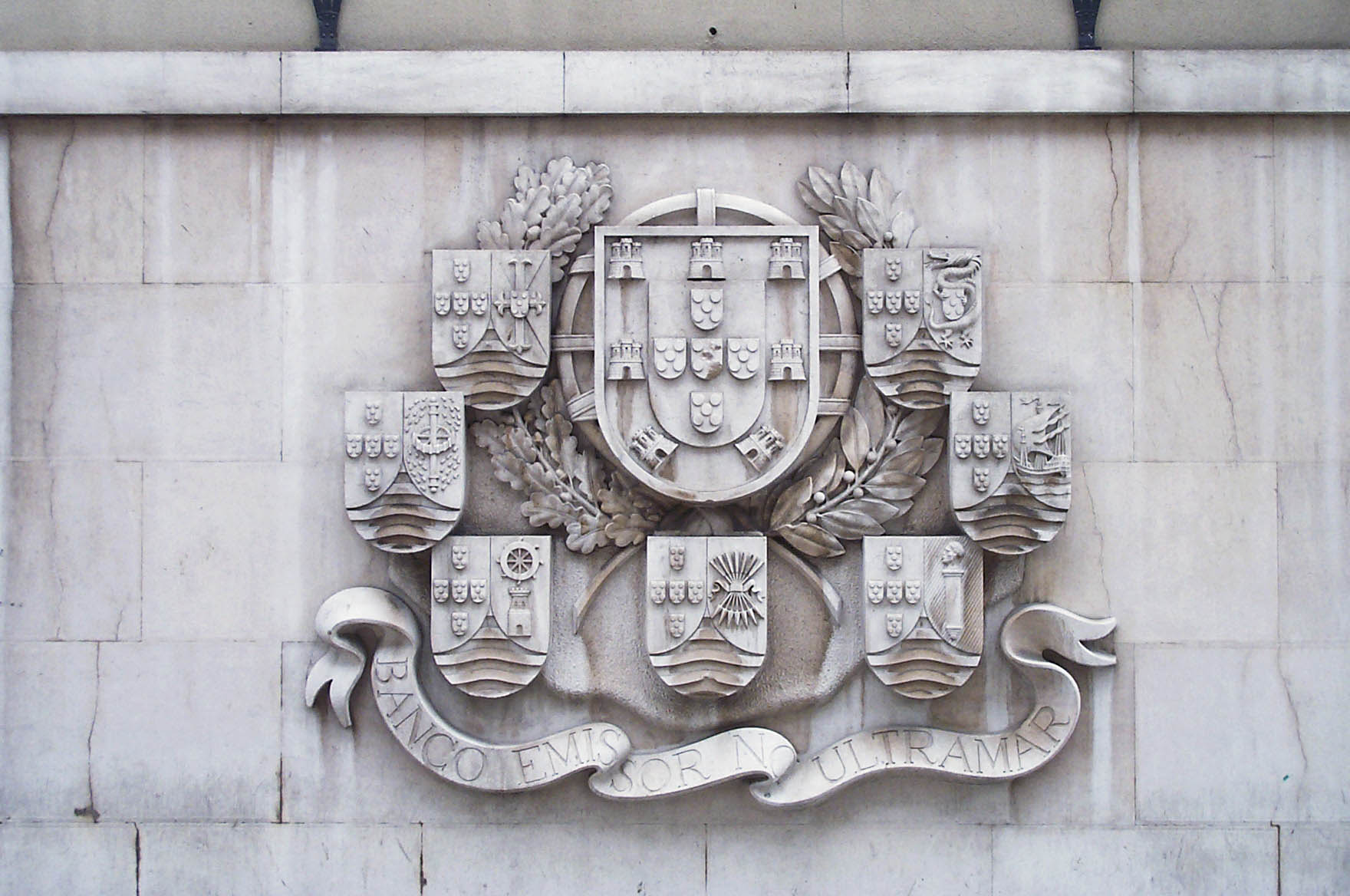
Stemmi del Portogallo e di 6 delle sue 7 colonie principali riportate sulla facciata del Banco Nacional Ultramarino (che agiva da relativa autorità emittente). È omessa solo l'Angola, che aveva una propria banca.

Questa pagina contiene gli stemmi araldici delle ex colonie dell'Impero portoghese.
| Periodo        | Blasone | Nome                                    | Descrizione | Note |
| -------------- | ------- | --------------------------------------- | --- | --- |
| 1935-1975      |         | Africa Occidentale Portoghese           | interzato in mantello ritondato: nel 1° d'argento, a cinque scudetti d'azzurro caricati da cinque bisanti d'argento ordinati in decusse, ordinati in croce; nel 2° d'argento a sei fasce ondate di verde; nel 3° di porpora, alla zebra passante al naturale sormontata da un elefante fermo d'oro | Oggi Angola. |
| 1935-1975      |         | Africa Orientale Portoghese             | interzato in mantello ritondato: nel 1° d'argento, a cinque scudetti d'azzurro caricati da cinque bisanti d'argento ordinati in decusse, ordinati in croce; nel 2° d'argento a sei fasce ondate di verde; nel 3° | Oggi Mozambico. (prima del 1935): interzato in mantello ritondato: nel 1° d'argento, a cinque scudetti d'azzurro caricati da cinque bisanti d'argento ordinati in decusse, ordinati in croce; nel 2° d'argento a sei fasce ondate di verde; nel 3° inquartato in decusse di rosso e d'argento, alla sfera armillare d'oro |
| 1935-1975      |         | Capo Verde portoghese                   | interzato in mantello ritondato: nel 1° d'argento, a cinque scudetti d'azzurro caricati da cinque bisanti d'argento ordinati in decusse, ordinati in croce; nel 2° d'argento a sei fasce ondate di verde; nel 3° - | |
| 1935-1974      |         | Guinea portoghese                       | interzato in mantello ritondato: nel 1° d'argento, a cinque scudetti d'azzurro caricati da cinque bisanti d'argento ordinati in decusse, ordinati in croce; nel 2° d'argento a cinque fasce ondate di verde; nel 3° di nero, alla colonna, sostenuta da cinque plinti descrescenti e cimata da un capitello che sostiene una testa umana, il tutto d'oro                                                 | |
| 1935-1961      |         | India portoghese                        | interzato in mantello ritondato: nel 1° d'argento, a cinque scudetti d'azzurro caricati da cinque bisanti d'argento ordinati in decusse, ordinati in croce; nel 2° d'argento a cinque fasce ondate di verde; nel 3° d'oro, alla torre di rosso, aperta e finestrata di due pezzi del campo, sormontata da una ruota da mulino di nero                                                                    | |
| 1935-1999      |         | Macao portoghese                        | interzato in mantello ritondato: nel 1° d'argento, a cinque scudetti d'azzurro caricati da cinque bisanti d'argento ordinati in decusse, ordinati in croce; nel 2° d'argento a cinque fasce ondate di verde; nel 3° d'azzurro, al drago cinese d'oro, ondeggiante e rivoltato in palo, armato e lampassato di rosso, caricato da uno scudetto d'azzurro a cinque bisanti d'argento ordinati in decusse   | |
| 1935-1975      |         | São Tomé e Príncipe portoghese          | interzato in mantello ritondato: nel 1° d'argento, a cinque scudetti d'azzurro caricati da cinque bisanti d'argento ordinati in decusse, ordinati in croce; nel 2° d'argento a sei fasce ondate di verde; nel 3° - | |
| 1935-1975      |         | Timor portoghese                        | interzato in mantello ritondato: nel 1° d'argento, a cinque scudetti d'azzurro caricati da cinque bisanti d'argento ordinati in decusse, ordinati in croce; nel 2° d'argento a cinque fasce ondate di verde; nel 3° gheronato di nero e d'argento di otto pezzi, alla croce gigliata dell'uno all'altro attraversante, caricata da uno scudetto d'azzurro a cinque bisanti d'argento ordinati in decusse | |
| prima del 1935 |         | Stemma di Macao portoghese              | | |
| prima del 1935 |         | Stemma dell'Africa Orientale Portoghese | | |